# هنری کامرا
هنری کامرا (انگلیسی: Henri Camara؛ زادهٔ ۱۰ مهٔ ۱۹۷۷) یک بازیکن فوتبال، و مهاجم اهل سنگال است.
وی همچنین در تیم ملی فوتبال سنگال بازی کرده‌است.